# Закавказский пограничный округ
Краснознамённый Закавказский пограничный округ (сокращённо — КЗакПО) — военно-административное оперативное объединение (пограничный округ) пограничных войск КГБ СССР.

## История формирования

### Предшественник формирования в Российской империи
С продвижением российского присутствия в Закавказье с первой половины 19-го века, проводилась планомерная организация охраны и обороны занятых земель. В основном для этой цели были задействованы войска Донского казачьего войска.

После полного присоединения закавказских государств к России в 1865 году было принято решение об усилении охраны южной границы новых субъектов Российской империи. 

К 1870 году на сухопутной границе располагались 209 постов, расположенных на расстоянии в 1400 километров. К этому времени была произведена ротация формирований Донского казачьего войска на части Кубанского казачьего войска общей численностью более 5 000 человек.

Указом Александра III от 15 октября 1893 года на основе пограничной стражи департамента таможенных сборов Министерства финансов был сформирован Отдельный корпус пограничной стражи, который организационно упорядочил охрану границы. 7 мая 1899 года в составе корпуса был сформирован 6-й округ с управлением в Тифлисе.

В состав 6-го корпуса входили пять бригад со следующей дислокацией штабов:
- 25-я Черноморская бригада — Батуми
- 26-я Карсская бригада — Карс
- 27-я Эриванская бригада — Эривань
- 28-я Елисаветпольская бригада — Елисаветполь
- 29-я Бакинская бригада — Баку

Задачей 6-го округа являлась охрана сухопутной и морской границы с Персией и Турцией.

### Межвоенный период
28 мая 1918 года был подписан Декрет о создании пограничной охраны Советской республики.

1 февраля 1919 года по распоряжению Революционного военного совета пограничная охрана была преобразована в пограничные войска. Пограничные округа были переименованы в пограничные дивизии, районы — в пограничные стрелковые полки, подрайоны — в батальоны, дистанции — в роты. Всего было сформировано три пограничные дивизии, в каждой из которых имелось пять полков и пять кавалерийских дивизионов. 

В связи с тяжёлой ситуацией на фронтах Гражданской войны, 18 июля 1919 года Совет Труда и Обороны включил пограничные войска в состав действующей армии.

19 января 1921 года решением Совета Труда и Обороны пограничные войска были выведены из состава армии.

Под руководством председателя ВЧК Ф. Э. Дзержинского к июню 1921 года было сформировано 15 пограничных бригад, общей численностью 36 000 человек, что составило меньше половины принятого штата пограничных войск. Окончание Гражданской войны в Закавказье сопровождалось многочисленными фактами бандитизма в приграничной полосе, совершаемых бандами проникавшими как с территории Турции так и Персии. В связи с тем что пограничные бригады не справлялись с возложенными на них функциями, из-за своей малочисленности, к охране границы и контролю за приграничной полосой привлекались части Отдельной Кавказской армии.

В феврале 1922 был создан Закавказский Чрезвычайный комитет.

В июле 1922 года при Закавказском ЧК было создано отделение по охране границы и борьбе с контрабандой.
27 сентября 1922 года Совет Труда и Обороны своим постановлением передал задачи по охране сухопутной и морской границы в функции Государственного политического управления. Одновременно был создан Отдельный пограничный корпус войск ГПУ. В состав корпуса были переданы все сухопутные и морские части которые на тот момент занимались охраной государственной границы. К концу 1922 года на базе частей Отдельной Кавказской армии были сформированы отдельные пограничные роты и батальоны, принявшие под охрану государственную границу. Было создано Управление пограничной охраны и войск Закавказского ГПУ, которое размещалось в Тифлисе.
.
С 1924 года началось формирование пограничных отрядов в Закавказье на базе отдельных пограничных рот. К примеру на основе 5-й отдельной пограничной роты Отдельного Пришибского пограничного отряда был сформирован Ленкоранский пограничный отряд.

8 марта 1939 года Закавказский пограничный округ был разделён на 3 отдельных пограничных округа по союзным республикам:
- Азербайджанский пограничный округ — Баку
- Армянский пограничный округ — Ереван
- Грузинский пограничный округ — Тбилиси

Части Закавказского округа дислоцированные на территории РСФСР, были переданы в состав Черноморского пограничного округа.

К началу Великой Отечественной войны формирования входившие в Закавказский пограничный округ до 8 марта 1939 года, были представлены в следующем составе:
- Окружная школа младшего начсостава — Тбилиси
- Окружная школа младшего начсостава — Баку
- Окружная школа младшего начсостава — Ереван
- 32-й Новороссийский пограничный отряд — РСФСР. При первом формировании — Анапский
- 36-й Сухумский Краснознамённый пограничный отряд — Грузинская ССР
- 37-й Батумский пограничный отряд — Грузинская ССР
- 38-й Ахалцихский пограничный отряд — Грузинская ССР
- 39-й Ленинаканский пограничный отряд имени Лаврентия Берии — Армянская ССР
- 40-й Октемберянский пограничный отряд имени Анастаса Микояна — Армянская ССР. При первом формировании — Камарлинский, также во многих источниках упоминается как Эриванский.
- 41-й Нахичеванский пограничный отряд — Азербайджанская ССР
- 42-й Гадрутский пограничный отряд — Азербайджанская ССР
- 43-й Пришибский пограничный отряд — Азербайджанская ССР
- 44-й Ленкоранский пограничный отряд — Азербайджанская ССР
- 9-я Мегринская отдельная пограничная комендатура — Армянская ССР
- Суджукская отдельная пограничная комендатура — РСФСР
- 1-й Каспийский отряд пограничных судов — Баку, Азербайджанская ССР
- 3-й Черноморский отряд пограничных судов — Очамчира, Грузинская ССР
- 4-й Батумский отряд пограничных судов — Грузинская ССР

### Великая Отечественная война
25 сентября 1941 года в составе Закавказского пограничного округа, на базе пограничных отрядов создаются пограничные полки НКВД, которые в дальнейшем принимали участие в боевых действиях на Кавказском фронте. В отличие от других полков РККА и конвойных войск НКВД, пограничные полки по своей штатной структуре состояли не из рот, а из застав.

22 июня 1941 года 1-й Каспийский отряд пограничных судов был передан в состав Каспийской военной флотилии, чьи корабли и катера 25 августа того же года участвовали в высадке десанта в порты Ирана. С началом активных боевых действий Люфтваффе над акваторией Каспийского моря, корабли и катера 1-го Каспийского отряда осуществляли противовоздушную оборону караванов судов, производивших перевозку нефти. 30 июля 1942 года пограничниками из этого отряда был сбит бомбардировщик Junkers Ju 88. В дальнейшем данный отряд участвовал в обороне Сталинграда.

17 декабря 1941 года на базе отряда пограничных кораблей были созданы 4-й дивизион сторожевых кораблей с дислокацией в Батуми и 8-й дивизион сторожевых кораблей с дислокацией в Новороссийске. Оба дивизиона были переданы под управление штаба Черноморского флота.

В связи с приближением боевых действий к Северному Кавказу в мае—июне 1942 года произошло увеличение численности пограничных войск всех трёх закавказских пограничных округов. Береговые посты Грузинского округа на черноморском побережье были переформированы в линейные пограничные заставы. Были усилены пограничные отряды Армянского округа. 36-й и 37-й пограничный отряды получили в штат маневренные группы по 250 человек дислоцированных в Сочи, Очамчира, Гудаута, Сухуми и Поти. 36-й и 37-й пограничные отряды получили на вооружение противотанковые ружья и 50-мм ротные миномёты. Для усиления охраны советско-турецкой границы в Грузинский пограничный округ перебросили 3 пограничных полка НКВД из Москвы и Средней Азии, которые в сентябре 1942 года вошли в состав дивизий НКВД, принимавших участие в обороне Кавказа.

4 февраля 1943 года 4-й дивизион сторожевых кораблей участвовал в высадке десанта в районе Станички (мыс Мысхако), южнее Новороссийска. В числе высаженных десантников также находились военнослужащие 23-го и 32-го пограничных полков НКВД.
С 31 октября по 11 декабря 1943 года 4-й дивизион сторожевых кораблей участвовал в высадке десанта на Керченский полуостров.
26 марта 1944 года 24-й пограничный полк НКВД сформированный в ЗакПО, в составе 2-го Украинского фронта, с боями вышел к государственной границе СССР в районе реки Прут.

15 июля 1944 года 1-й Каспийский отряд сторожевых кораблей был выведен из состава Каспийской военной флотилии и передан под управление НКВД.

### Послевоенный период
22 января 1960 года Армянский пограничный округ был переформирован в Оперативную группу пограничных войск по Армянской ССР.

Постановлением ЦК КПСС и Совета Министров СССР от 5 марта 1963 года произошла очередная реформа пограничных войск КГБ СССР, в ходе которой на основе бывшего Армянского, Азербайджанского, Грузинского пограничных округов а также частей Черноморского пограничного округа дислоцированных на черноморском побережье РСФСР, был заново воссоздан Закавказский пограничный округ.

8 мая 1974 года Указом Президиума Верховного Совета СССР пограничный округ награжден орденом Красного Знамени за большой вклад в дело охраны государственной границы, успехи в боевой и политической подготовке.

В конце 80-х годов происходит обострение Карабахского конфликта. Также нарастают сепаратистские настроения и осложняется внутриполитическая обстановка в закавказских союзных республиках. Для усиления войск Закавказского пограничного округа по охране советско-иранской и советско-турецкой границы, в состав пограничных войск в период с 4 января 1990 года по 28 августа 1991 года были переподчинены 103-я гвардейская воздушно-десантная дивизия, которая была переброшена из Белорусского военного округа и 75-я мотострелковая дивизия Закавказского военного округа, дислоцированная в Нахичеванской АССР.

### Период после распада СССР
После распада СССР войска Закавказского пограничного округа, со 2 февраля 1992 года уже руководством российской стороны, некоторое время продолжали охранять бывшую государственную границу СССР.

На межгосударственных переговорах в Ташкенте в мае 1992 года, правительство Азербайджана, Молдавии и Украины отказались от финансирования единых пограничных войск, которые по предложенному проекту должны были охранять бывшую государственную границу СССР, для государств СНГ. 

В 1992 году с активизацией боевых действий в Первой карабахской войне, в сложную ситуацию попадал 42-й Гадрутский пограничный отряд, чьё управление было дислоцировано на территории Нагорного Карабаха. С начала 1992 года Гадрут стал объектом обстрелов азербайджанской артиллерии, в связи с чем в период с конца марта по 27 мая 1992 года подразделения отряда были выведены в посёлок Горадиз. По требованию азербайджанской стороны к лету 1993 года все российские пограничные отряды были выведены с территории Азербайджана на территорию России, в Дагестан.

На совещании глав государств СНГ 26 мая 1995 года в Минске, Азербайджан, Молдавия, Туркменистан, Узбекистан и Украина отказались от принятия «Концепции охраны границ государств — участников СНГ с государствами, не входящими в Содружество».
3 ноября 1998 года было заключено межправительственное соглашение между Грузией и Россией, по которому российские пограничные войска в течение года должны были передать под охрану грузинской стороне границу Грузии с Турцией с последующим их выводом с территории Грузии. В 1999 года российские пограничные войска были выведены с территории Грузии.
30 сентября 1992 года Россия подписала с Арменией договор «О статусе пограничных войск РФ, находящихся на территории Армении и условиях их функционирования», согласно которому охрана государственной границы Армении с Турцией (участок в 330 километров) и Ираном (45 километров) должна осуществляться пограничными войсками России. Система охраны указанных участков границы полностью сохранилась с советского периода.
15 марта 1993 года Указом Президента России № 341 Закавказский пограничный округ был расформирован. Тем же указом, от 15 марта 1993 года, был создан Северо-Кавказский пограничный округ (СКПО), который считается преемником Закавказского пограничного округа.
Позднее Северо-Кавказский пограничный округ был переименован в Кавказский особый пограничный округ (КОПО) в составе ФПС России. 1 августа 1998 года Кавказский особый пограничный округ изменил своё название на Северо-Кавказское региональное управление (СКРУ) Федеральной пограничной службы (ФПС). В 2003 году СКРУ, вместе с остальными пограничными управления ФПС, было переподчинено Федеральной службе безопасности. В 2005 году Северо-Кавказское региональное управление переименовано в Северо-Кавказское пограничное региональное управление (СКРПУ) в составе Пограничной службы ФСБ России. По состоянию на 2008 год пограничные округа, в составе Пограничной службы ФСБ, были упразднены. Пограничная служба ФСБ России перешла на структурное деление Пограничной службы ФСБ России на Пограничные управления по регионам.

## Состав округа

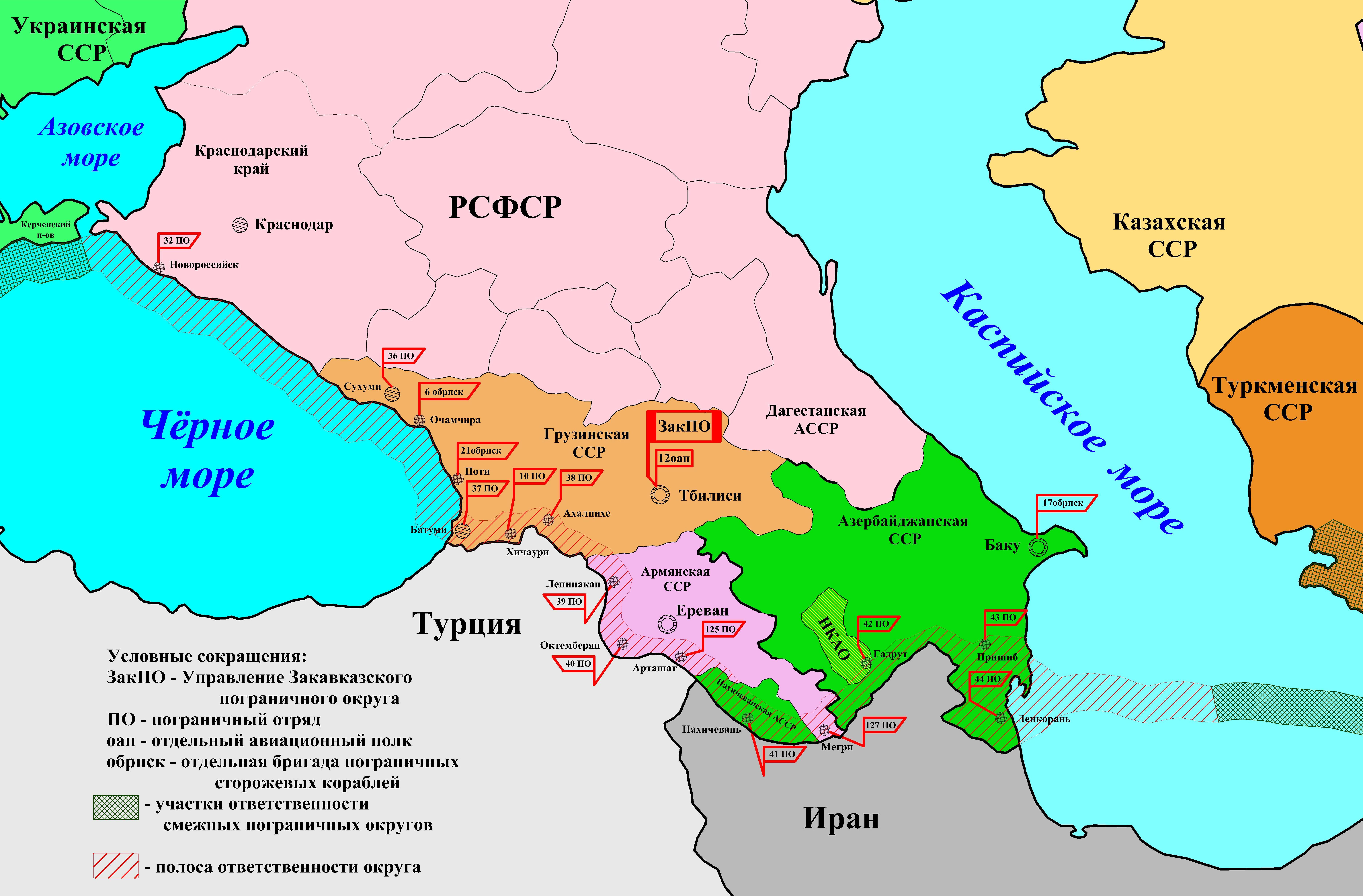
Закавказский пограничный округ на 1991 год.
Расположение отрядов

Состав Закавказского пограничного округа перед распадом СССР, отряды расположены в порядке следования с востока на запад:
- Управление округа — Тбилиси, Грузинская ССР
  - Комендатура управления округа (в/ч 2453) — Тбилиси
- 44-й Ленкоранский пограничный отряд (в/ч 2038) — Азербайджанская ССР
- 43-й Пришибский Краснознаменный пограничный отряд (в/ч 2013) — Азербайджанская ССР
- 42-й Гадрутский Краснознаменный пограничный отряд (в/ч 2087) — Азербайджанская ССР
- 127-й Мегринский пограничный отряд (в/ч 2393) — Армянская ССР
- 41-й Нахичеванский пограничный отряд (в/ч 2062) — Азербайджанская ССР
- 125-й Арташатский пограничный отряд (в/ч 2392) — Армянская ССР
- 40-й Октемберянский пограничный отряд имени А. И. Микояна (в/ч 2037) — Армянская ССР
- 39-й Ленинаканский Краснознаменный пограничный отряд (в/ч 2012) — Армянская ССР
- 38-й Ахалцихский Краснознаменный пограничный отряд (в/ч 2021) — Грузинская ССР
- 10-й Хичаурский пограничный отряд (в/ч 2358) — Грузинская ССР
- 37-й Батумский Краснознаменный пограничный отряд имени боевой советско-болгарской дружбы (в/ч 2016) — Грузинская ССР
- 36-й Сухумский пограничный отряд (в/ч 2011) — Грузинская ССР
- 32-й Новороссийский Краснознаменный пограничный отряд (в/ч 2156) — РСФСР
- Отдельный контрольно-пропускной пункт «Новороссийск»
- Контрольно-пропускной пункт «Батуми»
- Отдельный контрольно-пропускной пункт «Тбилиси-аэропорт»
- Контрольно-пропускной пункт «Астара»
- Контрольно-пропускной пункт «Джульфа»
- 124-й отдельный батальон связи (в/ч 2051) — Тбилиси
- 5-я межокружная школа сержантского состава (в/ч 2419) — н.п. Тетри-Цкаро, Грузинская ССР
- окружная школа сержантского состава сигнализации и связи (в/ч 2446) — Арташат, Армянская ССР.
- 18-я школа сержантского состава средств связи (в/ч 9790) — Нахичевань, Нахичеванская АССР
- 20-я межокружная школа сержантского состава (в/ч 1481) — пгт Пришиб , Азербайджанская ССР
- Окружной военный госпиталь — Тбилиси
- Окружной военный госпиталь (в/ч 2435) — Баку, Азербайджанская ССР
- 6-я строительная рота (в/ч 3337) — Батуми, Грузинская ССР
- 40-й отдельный инженерно — строительный батальон (в/ч 9844) — Анапа, РСФСР
- 12-й отдельный учебный авиационный полк (в/ч 2464) — Тбилиси
- 12-й военный склад (в/ч 2432) — Тбилиси
- 6-я отдельная бригада пограничных сторожевых кораблей (в/ч 2372) — г. Очамчира, Грузинская ССР
- 17-я отдельная бригада пограничных сторожевых кораблей (в/ч 2375) — Баку
- 21-я отдельная бригада пограничных сторожевых кораблей (в/ч 9881) — Поти, Грузинская ССР.

## Начальники войск округа
Неполный список начальников войск пограничного округа:
- Матросов, Вадим Александрович — апрель 1963 — апрель 1967;
- Песков, Николай Денисович — апрель 1967 — октябрь 1970;
- Сеньков, Леонид Яковлевич — 26 октября 1970 — 8 мая 1972;
- Викторов, Александр Григорьевич — май 1972 — ноябрь 1975;
- Толкунов, Владимир Павлович — ноябрь 1975 — март 1977;
- Макаров, Николай Иванович — март 1977 — май 1981;
- Сентюрин, Борис Ефимович — 29 мая 1981 — 20 июля 1984;
- Згерский, Геннадий Анатольевич — июль 1984 — март 1988;
- Петровас, Иокубас Кириллович — март 1988 — январь 1991;
- Плешко, Константин Константинович — январь — декабрь 1991;

## Герои Советского Союза
Военнослужащие Закавказского пограничного округа, участвовавшие в Великой Отечественной войне, удостоенные звания Герой Советского Союза:
- Голубец Иван Карпович. Сайт «Герои страны». — 14 июня 1942 года, посмертно.
- Куропятников Григорий Александрович. Сайт «Герои страны». — 24 июля 1943 года.
- Таран Пётр Тихонович. Сайт «Герои страны». — 25 октября 1943 года, посмертно.
- Гнатенко Григорий Иванович. Сайт «Герои страны». — 22 января 1944 года.
- Денисов Вячеслав Николаевич. Сайт «Герои страны». — 22 января 1944 года, посмертно.
- Державин Павел Иванович. Сайт «Герои страны». — 22 января 1944 года.
- Леднёв Иван Васильевич. Сайт «Герои страны». — 22 января 1944 года.
- Старшинов Николай Васильевич. Сайт «Герои страны». — 22 января 1944 года.

Военнослужащие Закавказского пограничного округа, удостоенные звания Герой Советского Союза:
- Богданов Александр Петрович - 21 июня 1984 года, посмертно. Начальник штаба в/ч 2062. Советник командира 15 пограничного полка ДРА.